# Pedro Cebrián y Agustín

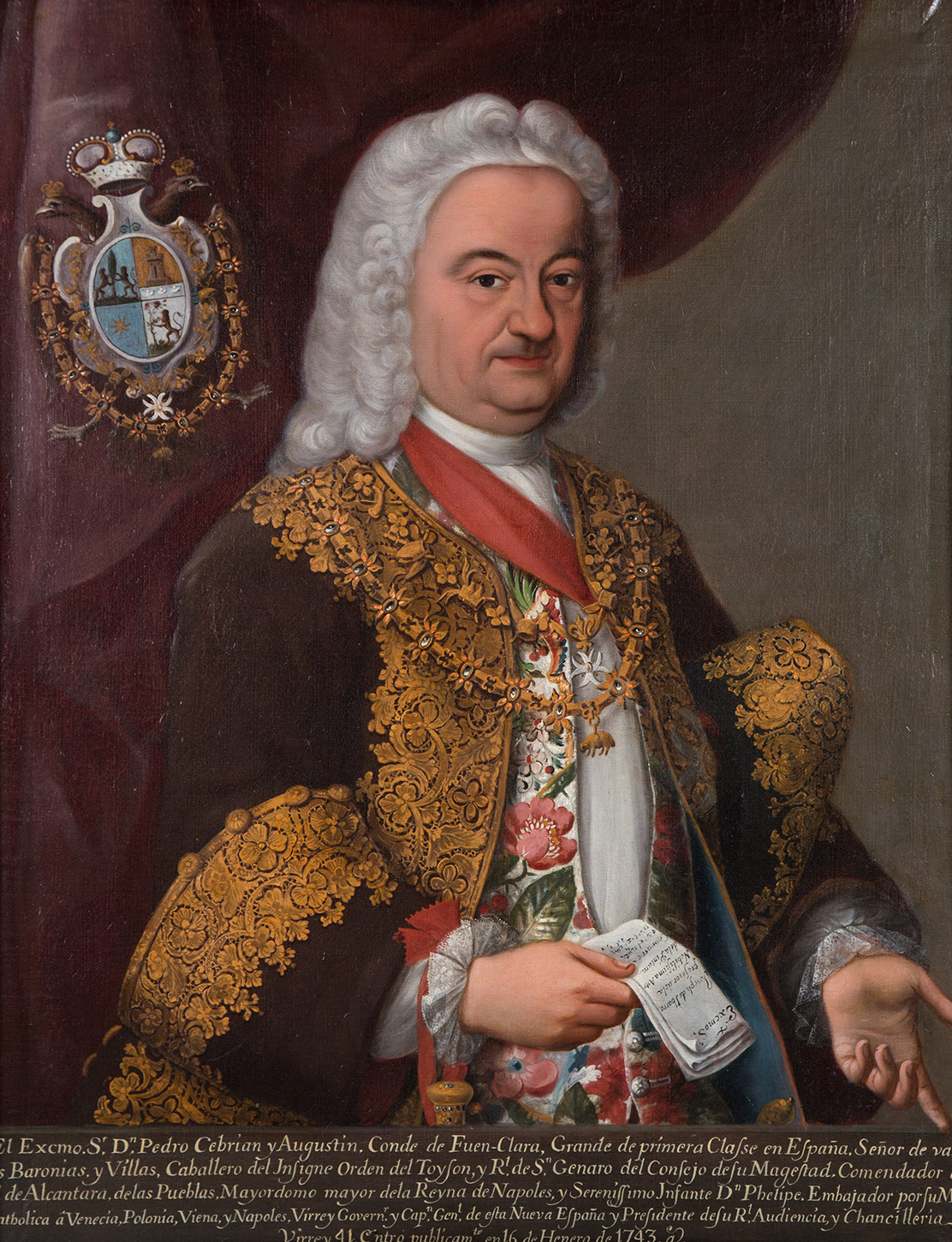
Pedro Cebrián y Agustín, porträt von José de Ibarra

Pedro Cebrián y Agustín, Graf (spanisch: conde) von Fuenclara, spanischer Grande (* 30. April 1687 in Lucena de Jalón bei Saragossa, Spanien; † 6. August 1752 in Madrid, Spanien) war ein spanischer Offizier, Diplomat und Kolonialverwalter, der als Vizekönig von Neuspanien amtierte.

## Leben

### Herkunft und Familie
Pedro Cebrián entstammte einer Familie des spanischen Adels. Sein Vater Enrique de Alagón y Pimentel, Graf von Sástago, zählte zu den wenigen Anhängern der Bourbonen in Aragón während des spanischen Erbfolgekrieges. Er hatte nach dem Tode seiner Frau die Priesterweihe erhalten und war Erzdiakon von Aliaga (Teruel) geworden.
Pedros Bruder Miguel schlug ebenfalls eine Kirchenkarriere ein und amtierte von 1742 bis 1752 als Bischof von Córdoba. Den Titel des Grafen von Fuenclara erbte er von seiner Großmutter María de Alagón.

### Militärische und diplomatische Karriere in Europa
In Diensten von König Philipp V. kämpfte Pedro Cebrián als junger Mann im spanischen Erbfolgekrieg. Er nahm an der Belagerung von Barcelona (1706) teil und begleitete gemeinsam mit seinem Vater den König bei seinem siegreichen Einzug in Saragossa am 10. Januar 1711.
1716 heiratete er María Teresa Patiño y Attendolo, Tochter von Baltasar Patiño, Markgraf von Castelar und Generalsuperintendent des Königreiches Aragón, die zudem die Nichte von José de Patiño y Morales, Finanzsekretär des Königs, Kriegs- und Staatsrat, war. Unter den Trauzeugen war auch Juan de Acuña, der ebenfalls (ab 1722) zum Vizekönig von Neuspanien berufen werden sollte.
1725 wurde Pedro Cebrián zum Finanzrat des Hofes befördert. Mit dem Tode seines Vaters 1727 übernahm er den Grafentitel seiner Großmutter und wurde in den Orden von Alcantara aufgenommen. 1731 erhob ihn der König in Sevilla zum spanischen Granden.
Mit Unterstützung des Onkels seiner Frau, José de Patiño, wurde er im Februar 1734 zum spanischen Botschafter in Venedig berufen. Zwei Jahre später ging er als Botschafter an den kaiserlichen Hof in Wien, wo er bis 1738 blieb.
1738 versetzte man ihn an den Hof des sächsischen Kurfürsten Friedrich August II. nach Dresden. Er kam dort im Juli 1738 an und blieb zwei Jahre. Später erhielt er den Auftrag, von dort die Prinzessin Maria Amalia nach Neapel zu geleiten, nachdem sie den Prinzen von Asturien und König von Neapel und Sizilien (und späteren spanischen König) Karl III. geheiratet hatte. In Neapel wurde er in den Orden vom Goldenen Vlies aufgenommen.
Im April 1740 beorderte König Philipp V. ihn zurück nach Madrid, um als Kammerherr des Infanten Philipp zu fungieren. Dieses Amt übte er bis zum Februar 1742 aus, als ihn der König als Nachfolger des verstorbenen Pedro de Castro y Figueroa zum Vizekönig von Neuspanien berief.

### Amtszeit als Vizekönig von Spanien
Seit 1739 befand sich Spanien im Krieg mit England, und die Abreise von Cebrián nach Mexiko musste inkognito erfolgen. Auf einem französischen Schiff reiste er von Rochefort (Charente-Maritime) bis Santo Domingo, das zu jener Zeit französisch war. Von dort ging es nach einiger Wartezeit weiter bis Veracruz, wo er im Oktober 1472 eintraf. Fieber zwang ihn einige Tage in Veracruz zu bleiben, bis er Anfang November mit den üblichen Feierlichkeiten den offiziellen Einzug in Mexiko-Stadt hielt und von der Real Audiencia von Mexico unter dem Vorsitz von Pedro Malo de Villavicencio die Amtsgeschäfte übernahm.
Wegen des Krieges mit den Briten befahl er den Gouverneuren, die Hafenbefestigungen zu erneuern und sich auf weitere Angriffe durch die britische Flotte einzurichten. Im Juli 1743 sandte er ein chinesisches Schiff mit einer Fracht von 1,5 Millionen Silberpesos für die Krone via Philippinen in Richtung Europa, um Attacken der Briten in der Karibik und auf der Atlantikroute zu umgehen. Der britische Korsar George Anson kaperte das Schiff und brachte die Fracht in seine Hand.
In Madrid war indes Cebriáns Förderer José de Patiño gestorben, und Zenón de Somodevilla y Bengoechea führte die Staatsgeschäfte. Somodevilla stand dem Tun Cebriáns misstrauisch gegenüber und warf dem Vizekönig eine Mittäterschaft vor; die Untersuchungen führten freilich zu keinem Ergebnis.
Die Attacken der Briten setzten sich fort, so auf St. Augustine (Florida). Um die Kriegskosten zu decken, erhöhte Cebrián Einfuhrzölle und Abgaben für nahezu alle Lebensbereiche. Auch Adelstitel und Ämter vergab er gegen entsprechende Zahlungen und überschritt damit wohl seine legalen Kompetenzen.
Der italienische Gelehrte Lorenzo Boturini de Benaducci, der eine Geschichte der Madonna von Guadalupe verfasst hatte, sammelte in dieser Zeit Spenden, um dem Bildnis eine goldene Krone zu verpassen. Diese Aktion erregte das Misstrauen der spanischen Verwaltung, und Vizekönig Cebrián ließ Boturini im Juni 1743 verhaften und unter dem Vorwurf, ohne gültige Papiere und Genehmigung des Indienrates nach Neuspanien eingereist zu sein, neun Monate ins Gefängnis werfen, bevor er nach Spanien ausgeschifft wurde.
Unter Cebriáns Herrschaft der Aquädukt von Chapultepec nach Salta del Agua erneuert. Auch ließ er mehrere Straßen in Mexiko-Stadt pflastern.
1744 ereignete sich in Puebla ein kurioser Aufstand: Anlässlich eines Besuchs des Vizekönigs beim örtlichen Bischof ließ man die Glocken läuten. Die Bevölkerung nahm dies irrtümlich als Zeichen dafür, dass der verehrte Juan de Palafox y Mendoza seliggesprochen worden sei. Als der Irrtum aufgeklärt wurde, geriet das Volk in Zorn, und es kam zu Ausschreitungen, die mit militärischen Mitteln niedergeschlagen wurden.
Cebrián beauftragte den Geographen und Historiker José Antonio Villaseñor y Sánchez, eine umfassende Landeskunde von Neuspanien zu verfassen, die auch erstmals eine Schätzung der Gesamtbevölkerung enthalten sollte. Villaseñor veröffentlichte 1746 das Werk unter dem Titel Theatro Americano. Descripción general de los Reynos y Provincias de la Nueva España.
Das Verhältnis zur Regierung Somodevilla verbesserte sich nicht. 1744 ließ Somodevilla einen Fragebogen zirkulieren, der schwere Vorwürfe gegen Cebriáns Amtsführung enthielt. Als Reaktion erbat der Vizekönig Anfang 1745 seine Ablösung und gab gesundheitliche Gründe dafür an. Die Ablösung wurde prompt genehmigt, und Madrid benannte den Gouverneur und Generalkapitän von Kuba, Juan Francisco de Güemes y Horcasitas als Nachfolger.

### Späte Jahre in Spanien
Im November 1745 wurde der neue Vizekönig ernannt, er kam aber erst im Juni 1746 in Veracruz an. Cebrián verließ Mexiko-Stadt Anfang Juli und segelte von Veracruz am 2. September in Richtung Havanna.
Mitte 1747 erreichte er Europa. Nach einer weiteren Zeit als Botschafter in Wien verbrachte er seine letzten Jahre in Madrid, wo er am 6. August 1752 starb.